# Sezon na kaczki (film)
Sezon na kaczki – polska etiuda filmowa z 2006 roku w reżyserii Julii Ruszkiewicz.

## Opis fabuły
Historia tragicznego wypadku, jaki zdarzył się podczas zabawy dwóch braci.

## Obsada
- Michał Włodarczyk jako Tomek
- Kamil Grenda jako Michał
- Ewa Gorzelak jako Matka
- Adam Kamień jako Ojciec
- Marian Dziędziel jako Komisarz
- Anna Grenda jako Kobieta przy trumnie
- Donata Trepińska-Rumianek jako Kobieta przy trumnie